# Петрова, Татьяна Михайловна
Татья́на Миха́йловна Петро́ва (род. 25 февраля 1950 года, Пономари, Кировская область) — российский государственный деятель, депутат Государственный совет-Хасэ Республики Адыгея председатель Совета Представителей Государственного Совета-Хасэ Республики Адыгея.

## Биография
Татьяна Петрова родилась 25 февраля 1950 в многодетной семье в деревне Пономари Котельничского района Кировской области, русская. В 1973 году окончила Рязанский медицинский институт имени академика И. П. Павлова по специальности «санитария», квалификация — санитарный врач.
Работать начинала на станции Лихая Юго-Восточной железной дороги в должности врача по гигиене труда. С 1976 по 1993 год работала санитарным врачом по гигиене детей и подростков, врачом-эпидемиологом, заведующей санитарно-гигиеническим отделом, заместителем главного врача в Адыгейской областной санэпидстанции. В 1993—2001 годах — главный врач Центра госсанэпиднадзора в г. Майкопе, врач высшей квалификации.
Член РПС, член фракции «Единая Россия» в Госсовете-Хасэ РА, Председатель комитета по социальной политике, здравоохранению и делам ветеранов
2001—2006 гг. — председатель Совета Представителей Государственного Совета — Хасэ Республики Адыгея
Увлечение — чтение художественной и политической литературы.

## Награды
- Отличник здравоохранения СССР
- Заслуженный работник здравоохранения Республики Адыгея
- Заслуженный врач Российской Федерации
- Почётные грамоты Совета Федерации Федерального Собрания Российской Федерации, Государственного Совета — Хасэ Республики Адыгея
- Почётный знак Государственного Совета — Хасэ Республики Адыгея «Закон. Долг. Честь».